# Chevrolet Silverado
Chevrolet Silverado — повнорозмірний пікап, випускається компанією Chevrolet з 1998 року, замінив Chevrolet C/K.
Chevrolet Silverado переміг у конкурсі North American Truck of the Year в 2008 році.
Офіційних продажів Chevrolet Silverado в Україні не було і не планується.

## Перше покоління GMT800 (1998—2007)

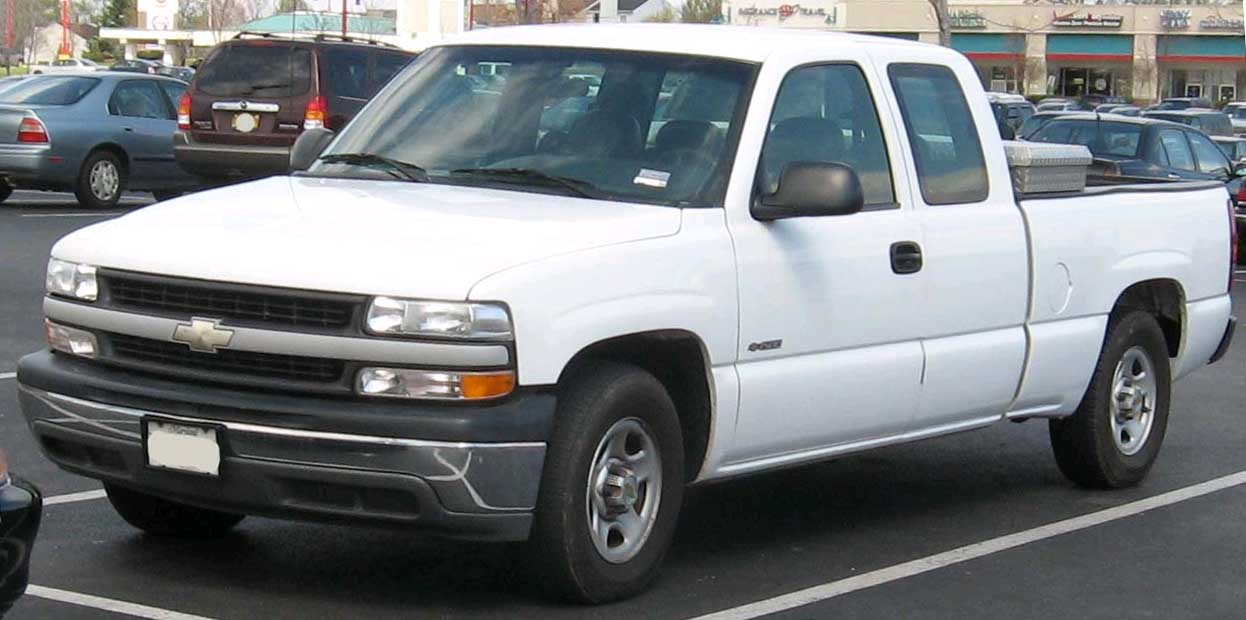
1998-2002 Chevrolet Silverado Extended Cab

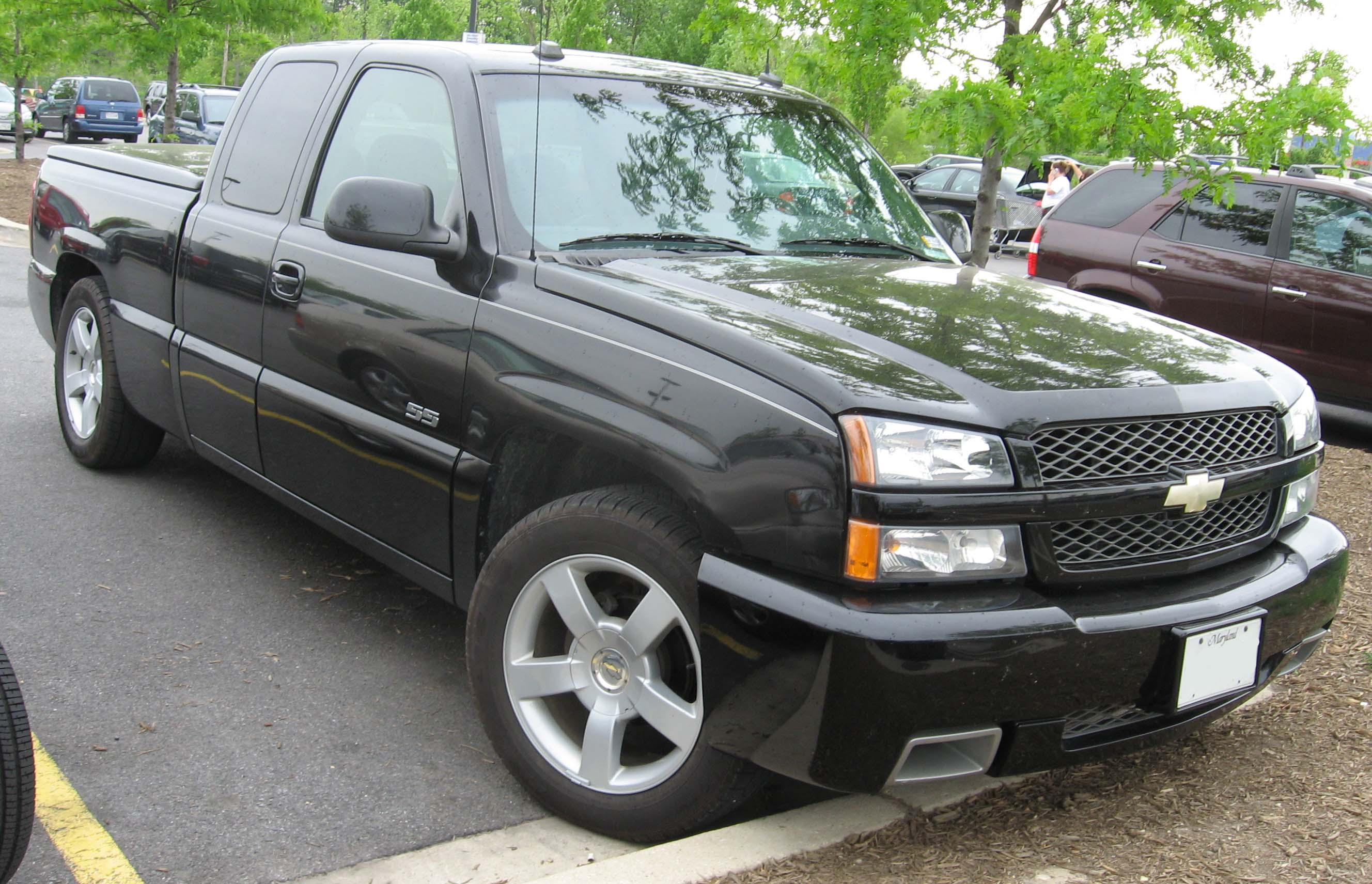
Chevrolet Silverado SS

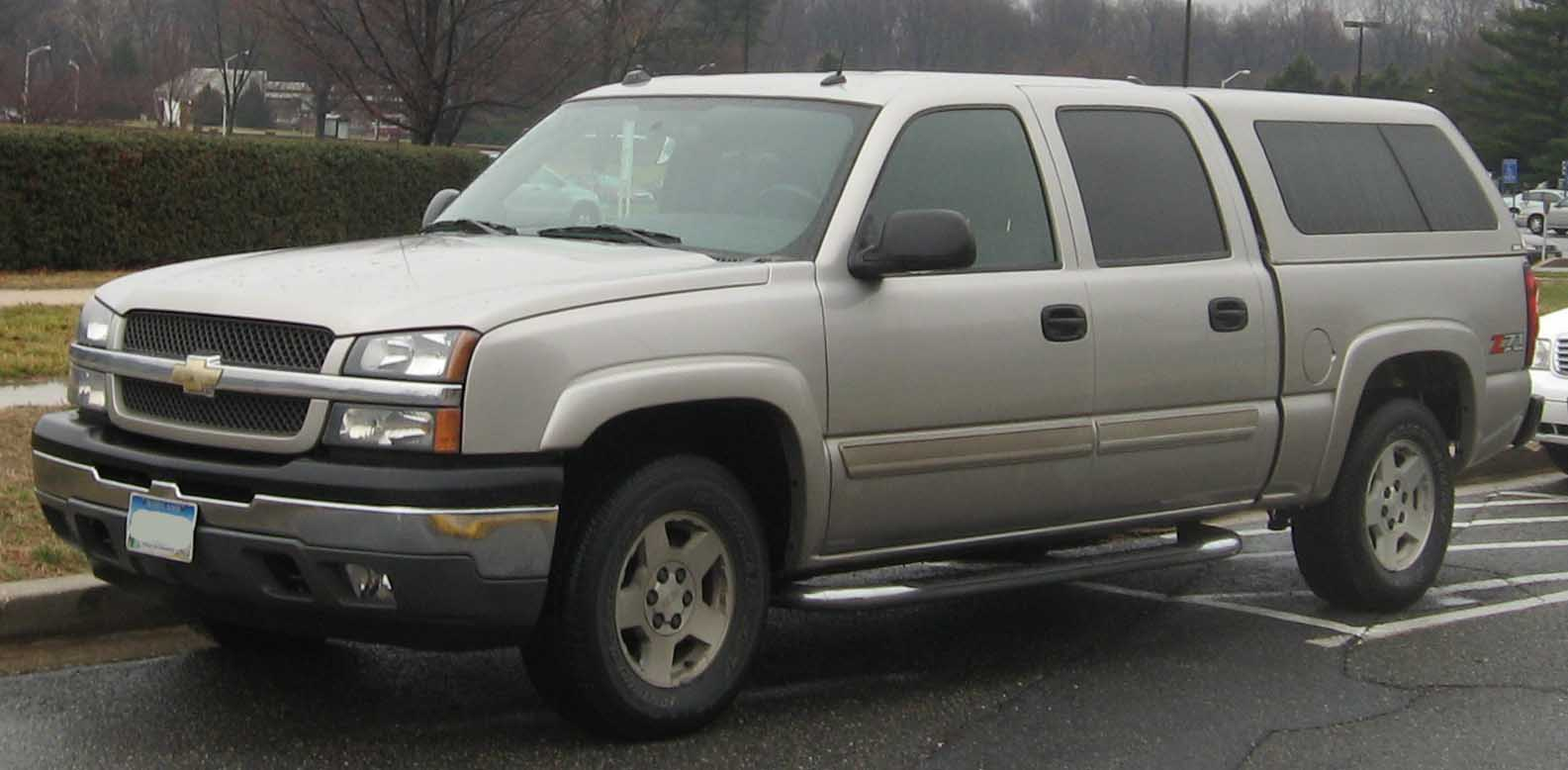
2003-2005 Chevrolet Silverado Crew Cab

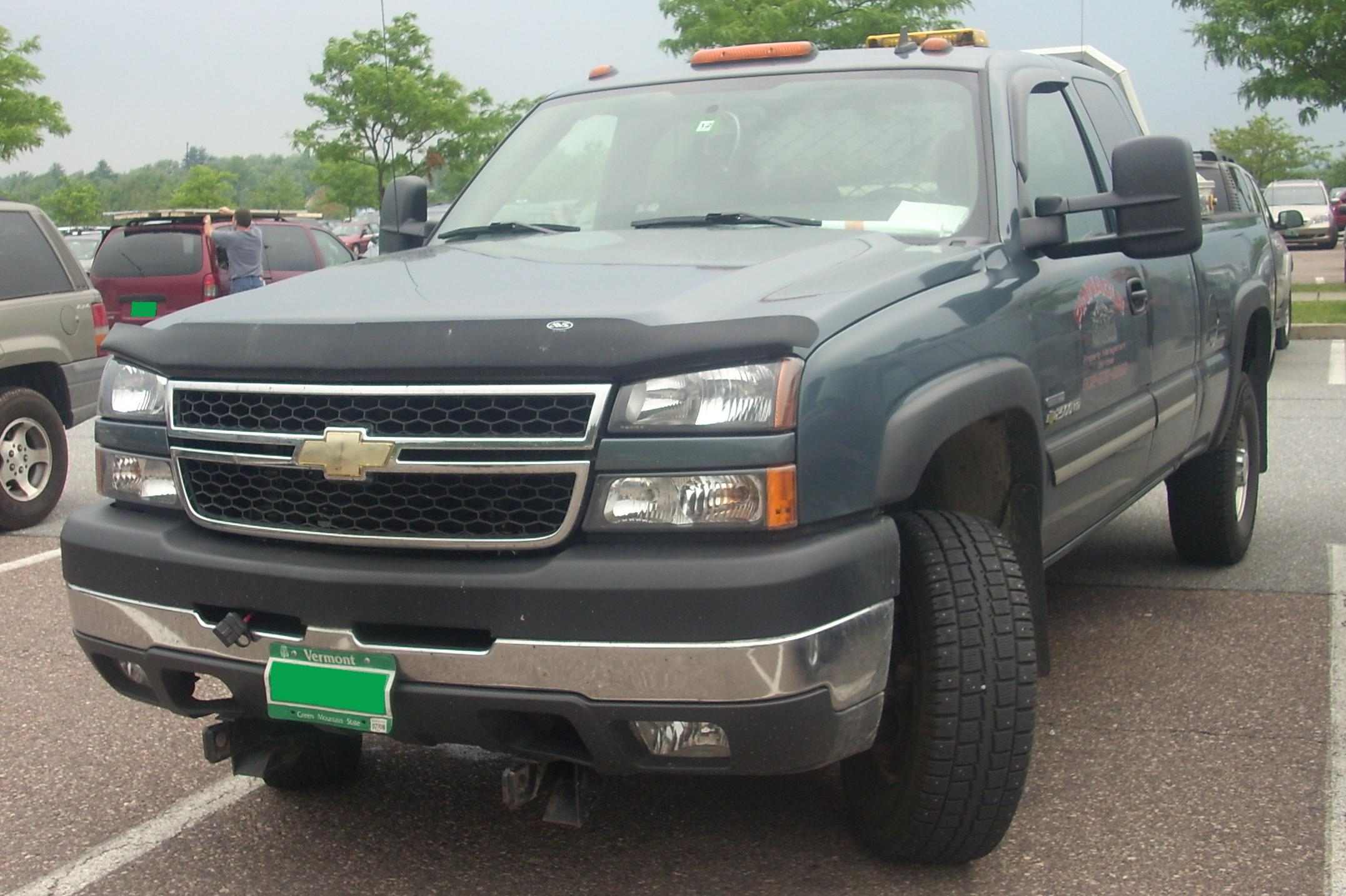
2006-2007 Chevrolet Silverado Extended Cab

Перше покоління Chevrolet Silverado встало на конвеєр в червні 1998 року, воно прийшло на заміну Chevrolet C/K. Випускалось 2 моделі: звичайна (Light Duty) і важка (Heavy Duty) з трьома видами кабін і трьома типами вантажної площадки. Пікап базувався на платформі GMT800 з двохричажною підвіскою спереду і залежною ресорною підвіскою ззаду.
Важка версія була представлена в 2001 році.
В 2003 і 2005 році відбувся рестайлінг моделі.
Silverado став першим пікапом в світі з електронноуправляемий амортизаторами і першим подібним автомобілем, для якого АБС і дискові гальма на обох осях стали початковим оснащенням. На модель встановлювали двигуни V6 4.3, V8 4.8 і V8 5.3 потужністю від 197 до 315 к.с. (353—454 Нм). Коробки передач — п'ятиступінчаста ручна або чотирьохдіапазонний автоматична, привід — задній або повний. До 2007 року в США продали майже 5,9 млн Silverado. І це не рахуючи 1,8 млн пікапів GMC Sierra.

### Chevrolet Silverado SS
На початку 2003 року представили високошвидкісний пікап Chevrolet Silverado SS. Він розроблений на основі Silverado 1500 з модернізацією приводу, зовнішнього і внутрішнього вигляду. Пікап оснащений стандартним 6,0-літровим двигуном Vortec High-Output V8 потужністю 345 к.с. (257 кВт) при 5200 об/хв та обертальним моментом 515 Нм при 4000 об/хв, з'єднаним з 4-ст. автоматичної трансмісії. Це був той самий двигун, який використовувався для другого покоління Cadillac Escalade. Chevrolet та GMC назвали цей двигун Vortec High Output, а пізніше — «VortecMAX», а Cadillac називає його «HO 6000». SАвтомобіль пропонувався з заднім або повним приводом.

### Двигуни
1500/2500
- 4.3 л Vortec 4300 V6
- 4.8 л Vortec 4800 V8
- 5.3 л Vortec 5300 V8
- 6.0 л Vortec 6000 V8

Heavy Duty
- 6.0 л Vortec 6000 V8
- 8.1 л Vortec 8100 V8
- 6.6 л Duramax V8

## Друге покоління GMT900 (2007—2014)

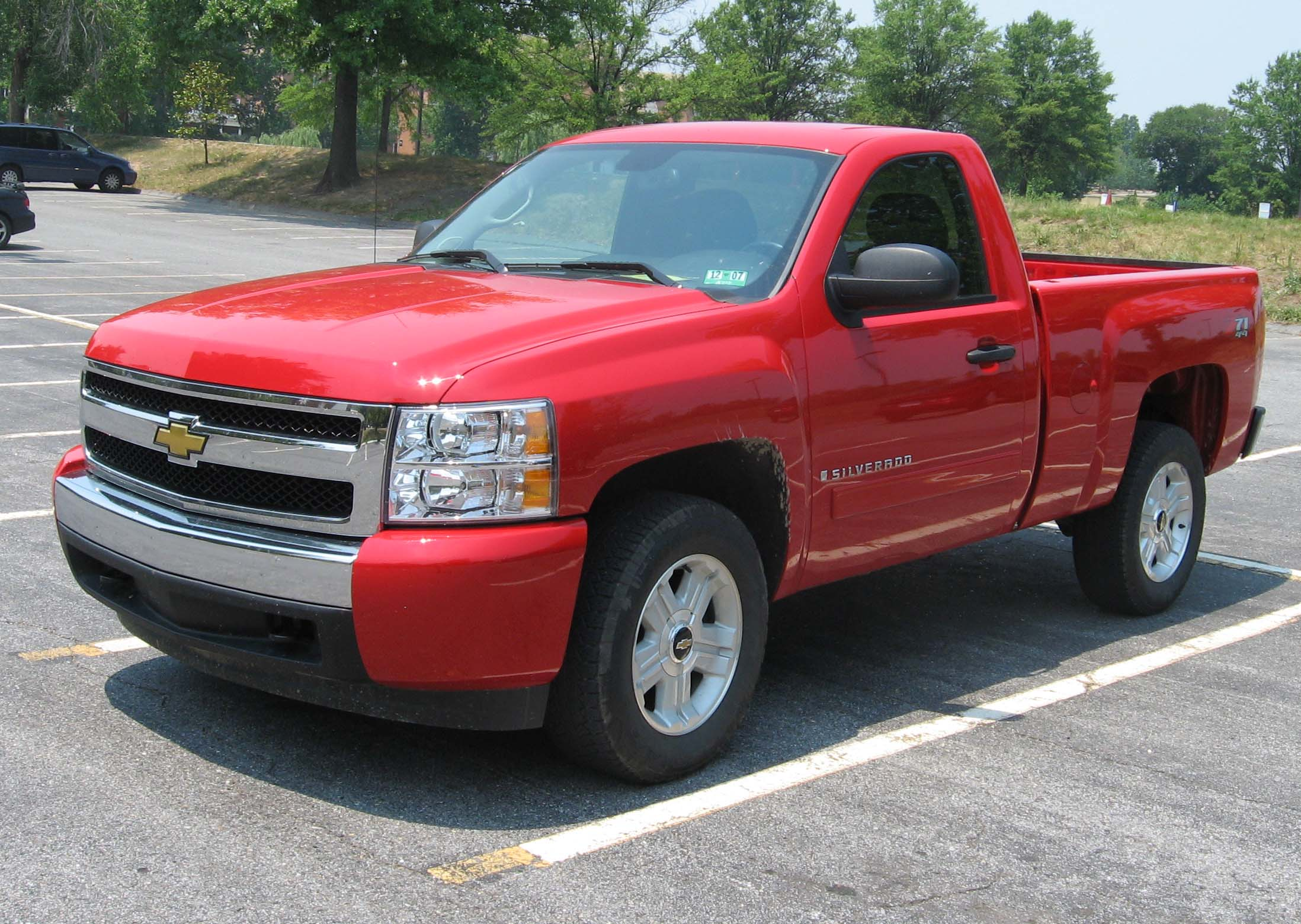
Chevrolet Silverado Regular Cab

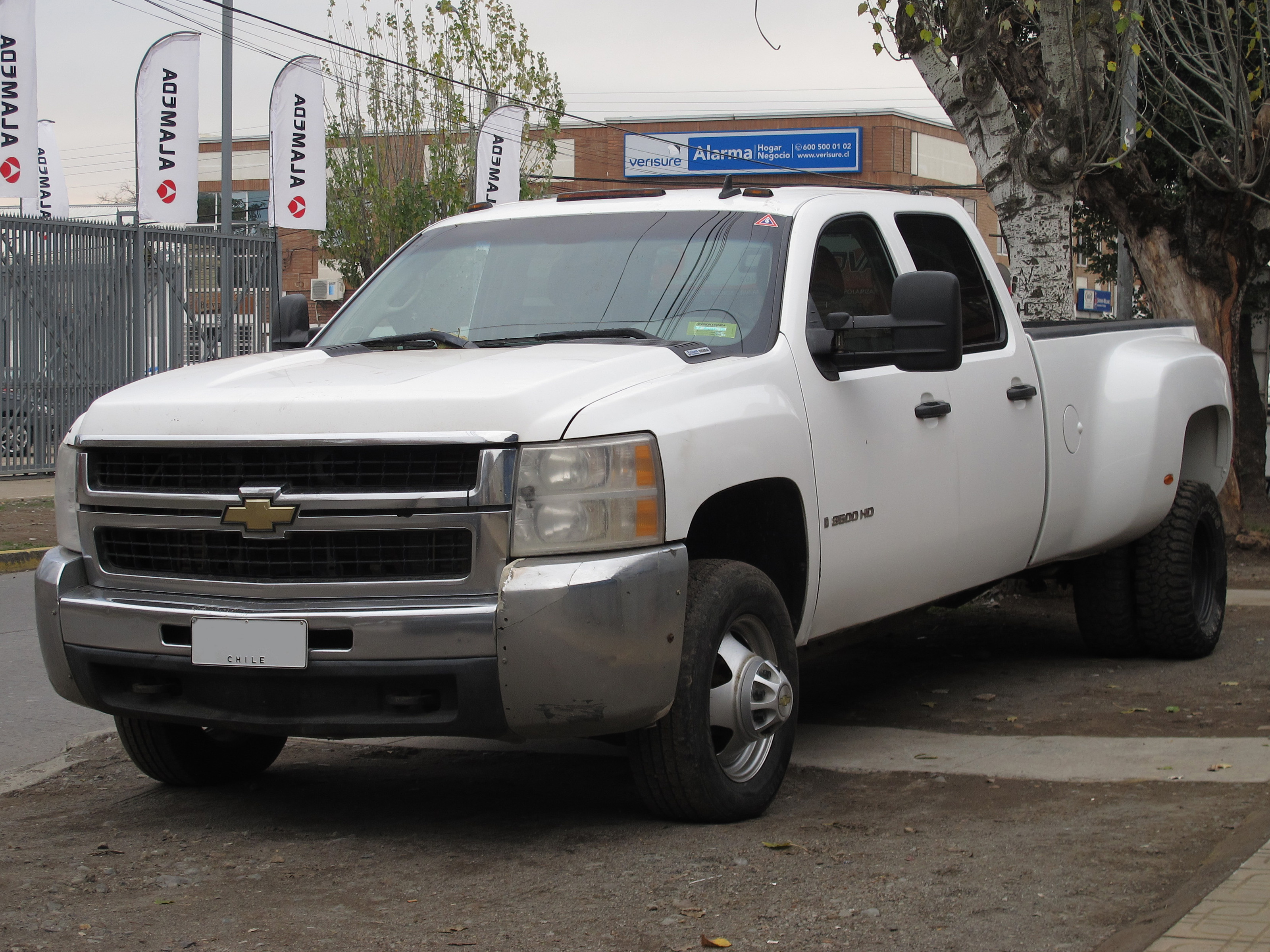
Chevrolet Silverado 3500HD

Друге покоління Chevrolet Silverado було представлене в 2007 році. У тому ж 2007 році пікап став Північноамериканський автомобіль і вантажівка року.
Автомобіль переїхав на платформу GMT900. Модернізація злегка торкнулася сталевої рами і підвіски. Дизайн змінився серйозно, покращилася аеродинаміка, дорожче став виглядати інтер'єр. А колишні мотори поступилися місцем агрегатів нової генерації. Як і раніше, базовим варіантом був V6 4.3 (197 к.с., 353 Нм), а більш дорогі модифікації задовольнялися атмосферними V8 4.8, 5.3, 6.0 і 6.2 (299—409 к.с., 414—565 Нм). До 2014 року було продано 4,2 млн пікапів Chevrolet Silverado і GMC Sierra.

### Двигуни
1500
- 4.3 л V6 195 к.с.
- 4.8 л V8 295 к.с.
- 5.3 л V8 315 к.с.
- 6.0 л V8 360 к.с.
- 6.2 л V8 403 к.с.

2500HD/3500HD
- 6.0 л V8 360 к.с.
- 6.6 л Duramax diesel V8 397 к.с.

## Третє покоління GMTK2XX (2013—2019)

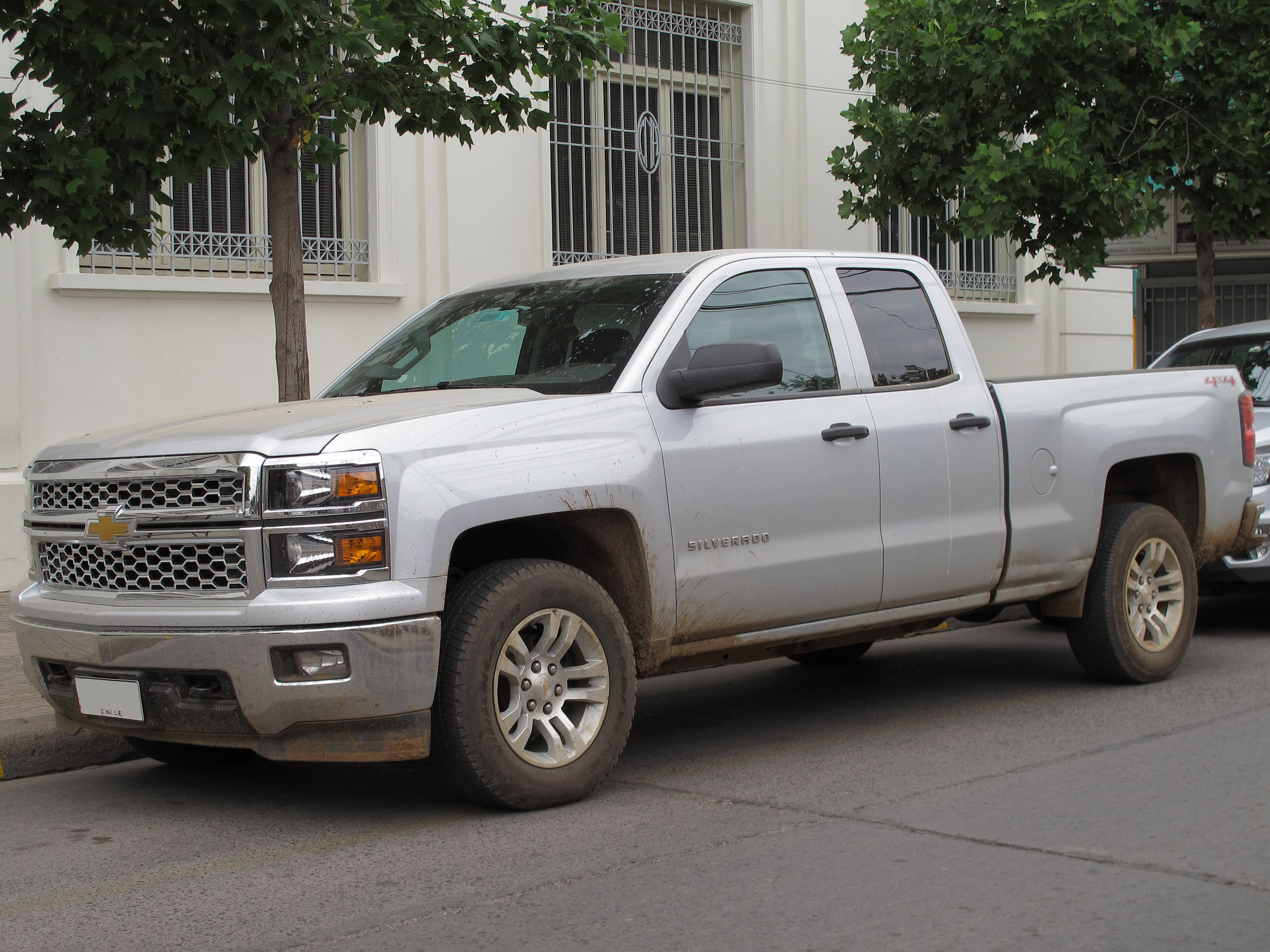
Chevrolet Silverado 1500 (2013—2017)

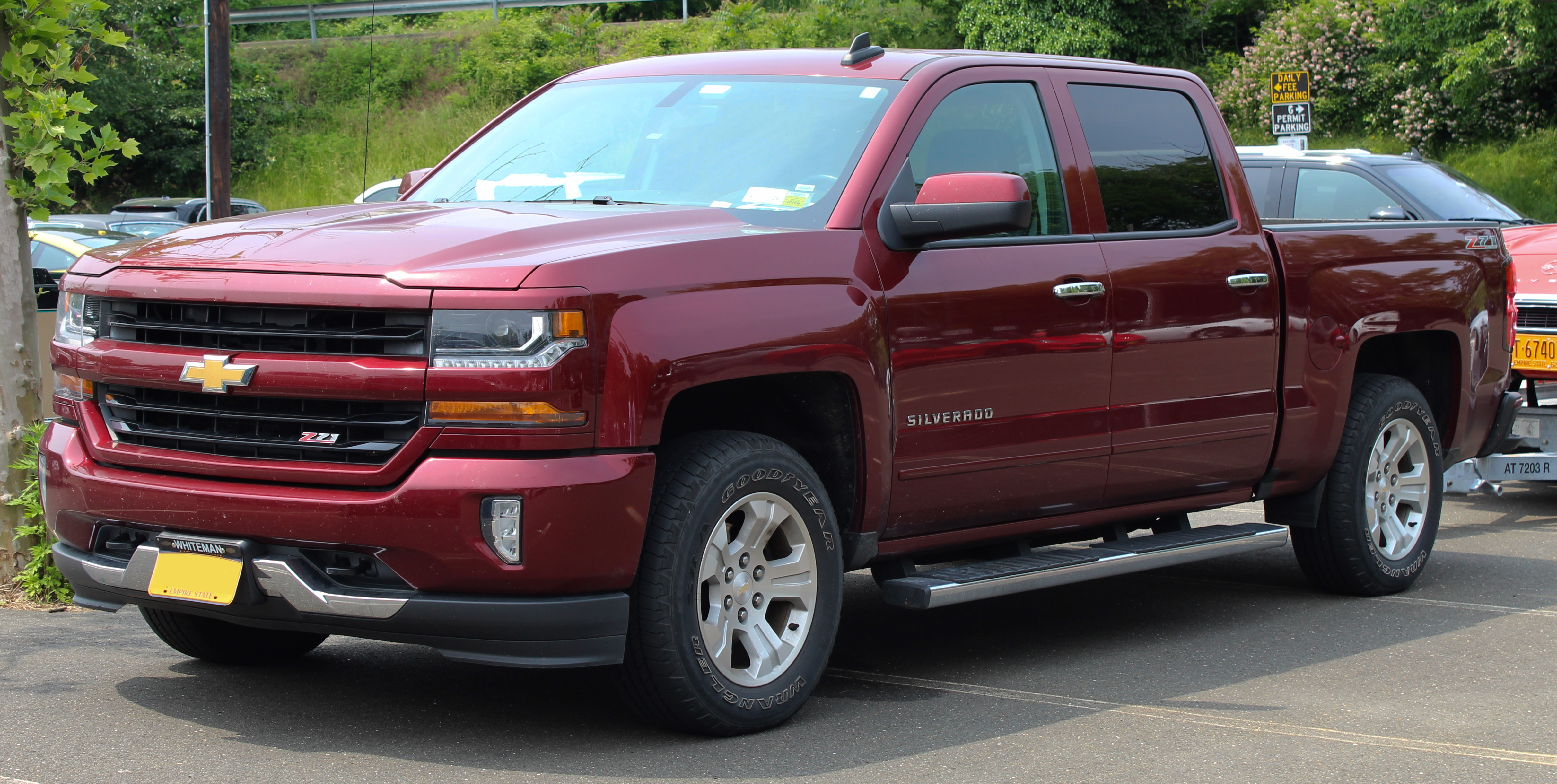
Chevrolet Silverado (з 2017)

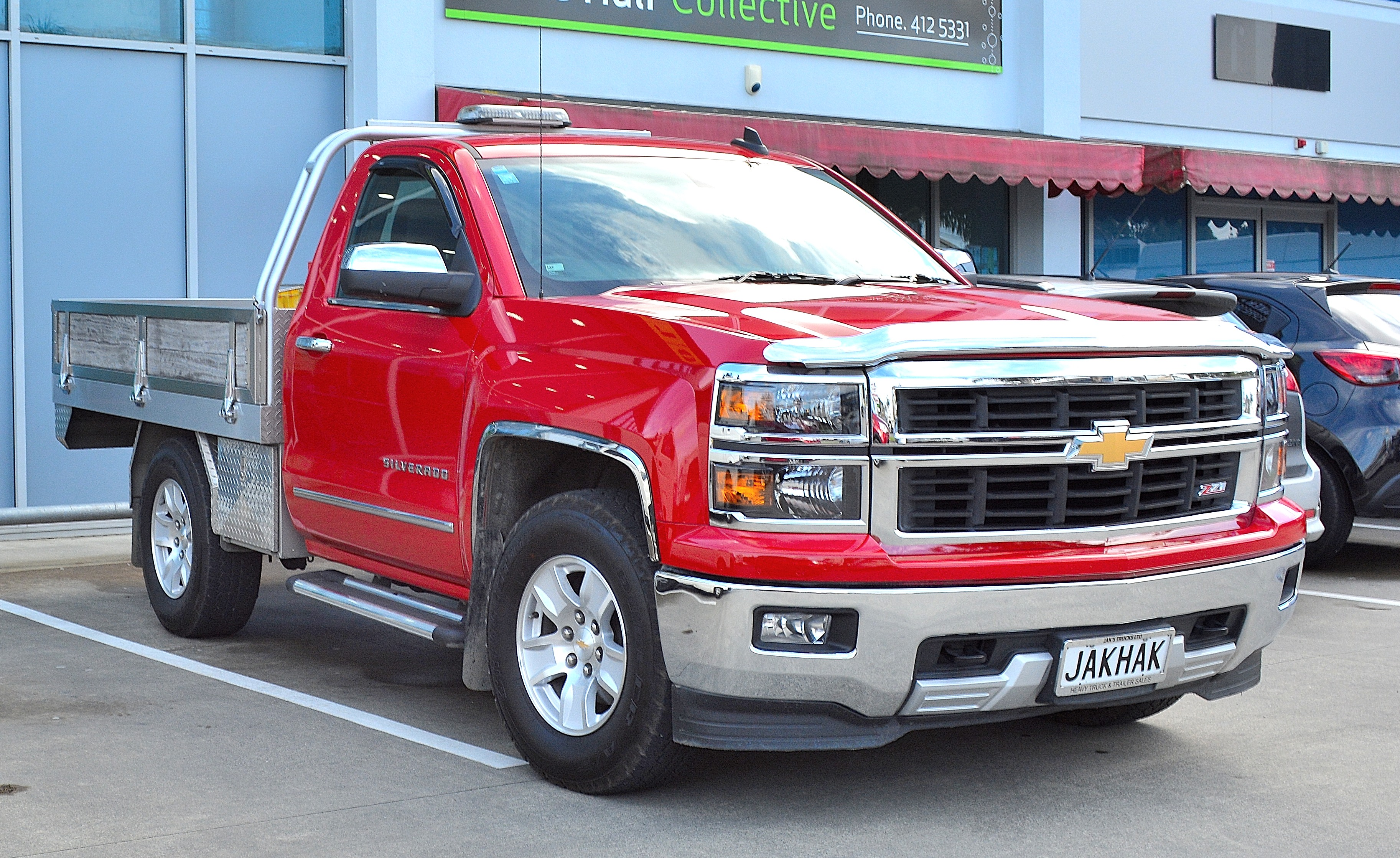
Chevrolet Silverado 3500HD

В січні 2013 року на Північноамериканському міжнародному автосалоні в Детройті представлене третє покоління Chevrolet Silverado разом з GMC Sierra. Нова платформа K2XX, рама з високоміцних сталей, полегшений кузов з алюмінієвим капотом — і брутальний дизайн з тоннами хрому в зовнішній обробці. А як змінився інтер'єр! Став багатшим на вигляд і за матеріалами обробки, значно розширився список оснащення, включаючи мультимедійну систему MyLink з аудіосистемою Bose.
Автомобілі легкої серії 1500 комплектуються бензиновими двигунами сімейства EcoTec3: V6 4.3 л потужністю 285 к.с., V8 5.3 л потужністю 355 к.с. і V8 6.2 л потужністю 420 к.с. На автомобілі важкої серії 2500HD і 3500HD встановлюють бензиновий двигун V8 6,0 л Vortec потужністю 360 к.с. та турбодизель V8 6.6 л Duramax потужністю 397 к.с. Коробок передач було дві — 6- і 8-ст. «автомат». Тираж Chevrolet Silverado і двійника GMC Sierra з 2014 по 2017 рік — 3,17 млн машин.

### Оновлення 2017
Повнорозмірний Chevrolet Silverado, пікап 2017 року, гідно демонструє свій стайлінг і потужність, борючись не тільки з такими суперниками, як Ford F-150 і Ram 1500, але і новими Nissan Titan і Toyota Tundra. Навіть з недавніми оновленнями стайлінгу, вигляд Сільверадо залишається зі смаком консервативним, що влаштовує багатьох покупців вантажівок. Для цих людей міра вартості пікапа полягає в тому, скільки машина може буксирувати і її вантажопідйомність. Chevrolet Silverado 2017 року стоїть вище в рейтингу по буксируванню, ніж Тундра, а також є володарем нових функцій безпеки, достатніх, щоб кинути виклик F-150. На відміну від Ram і Titan, Silverado не пропонує варіант дизельного двигуна, але його вибір з трьох потужних бензинових двигунів, допомагає тримати ціни на нижньому рівні без шкоди для його потужності або можливостей.
Chevrolet Silverado 2017 року очолює сегмент пікапів Crew Cab з можливістю тягнути вантаж, вагою в 12,500 фунтів. Teen Driver проводиться у форматі стандарту, у той час Enhanced Driver Alert Package отримує повільне автономне гальмування.
Починаючи з найнижчого рівня Silverado WT 2017 як базову комплектацію покупець отримає: кондиціонер, електричні склопідйомники, круїз-контроль та AM/FM аудіосистему з 4,2-дюймовим дисплеєм і входами для USB, Teen Driver (систему безпечного водіння), допоміжне гніздо і SD-карту. Вона також включає в себе нові фари прожектора дальнього світла і світлодіодні діакритичні знаки; нішу для ноги Corner Step на задньому бампері, щоб спростити доступ до кузова пікапа. Устаткування системи безпеки включає: передні і бічні подушки безпеки, антиблокувальну систему гальм і систему контролю стабільності. Всі моделі Silverado 2017 року також пропонують два роки або 24000 миль безкоштовного заводського планового технічного обслуговування.

### Двигуни
1500
- LV3 EcoTec3 4.3 л V6 285 к.с.
- L83 EcoTec3 5.3 л V8 355 к.с.
- L86 EcoTec3 6.2 л V8 420 к.с.

2500HD/3500HD
- LY6 Vortec 6000 6.0 л V8 360 к.с.
- LML Duramax 6.6 л V8 397 к.с.
- L5P Duramax 6.6 л V8 445—451 к.с., 1234 Нм

## Четверте покоління GMTT1XX (2018-теперішній час)

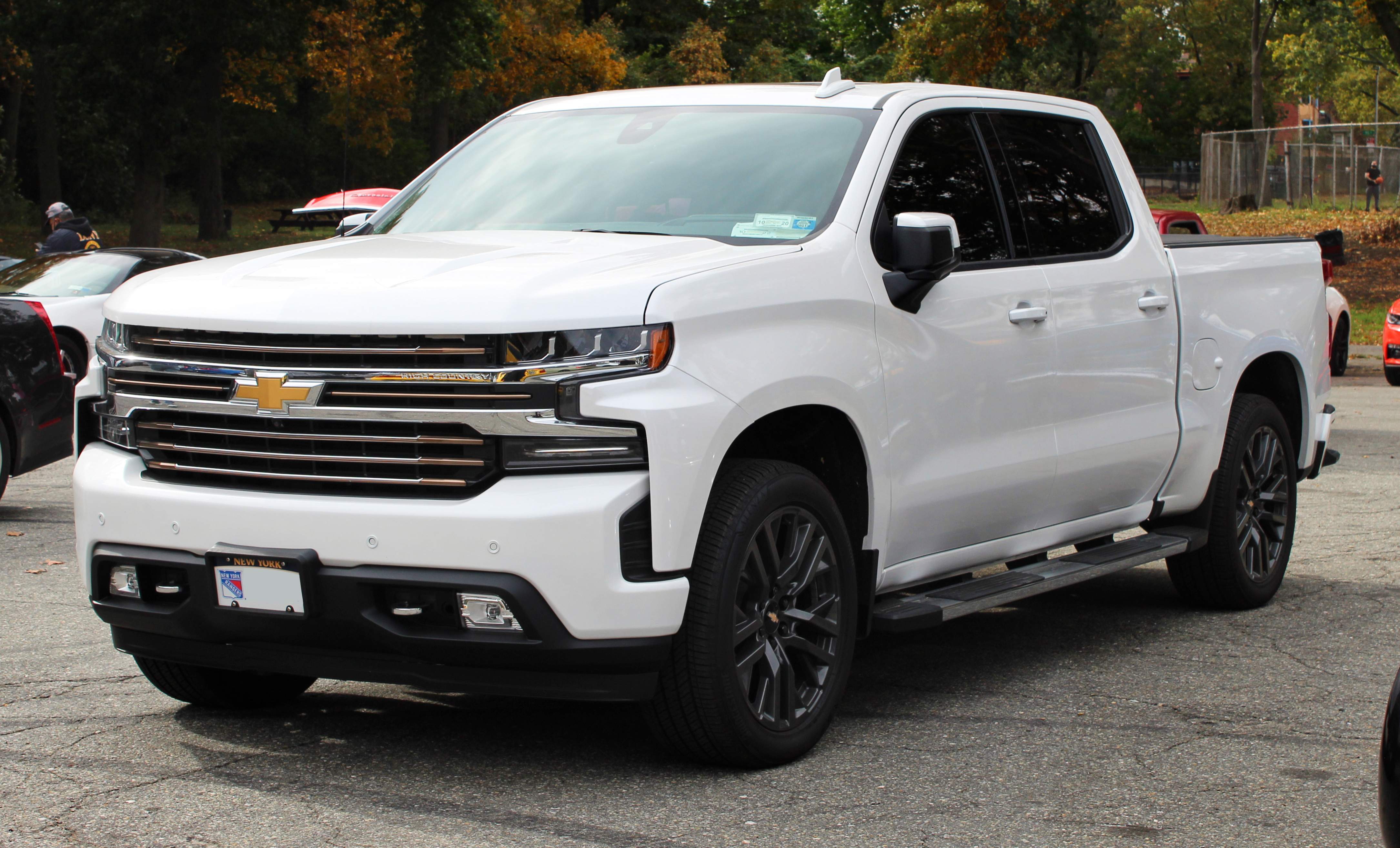
Chevy Silverado 1500 (2018—2022)

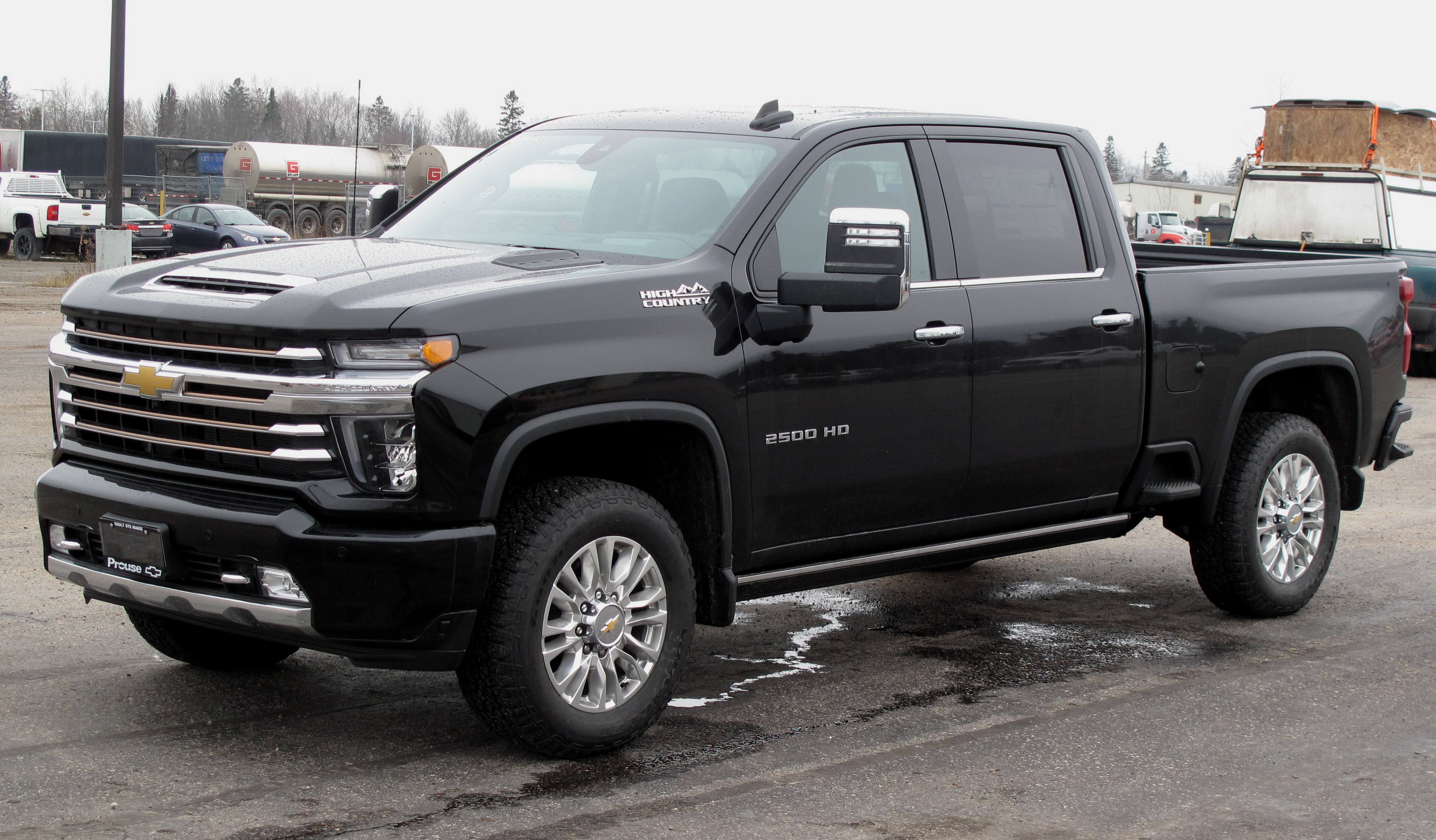
Chevrolet Silverado 2500 HD (з 2018)

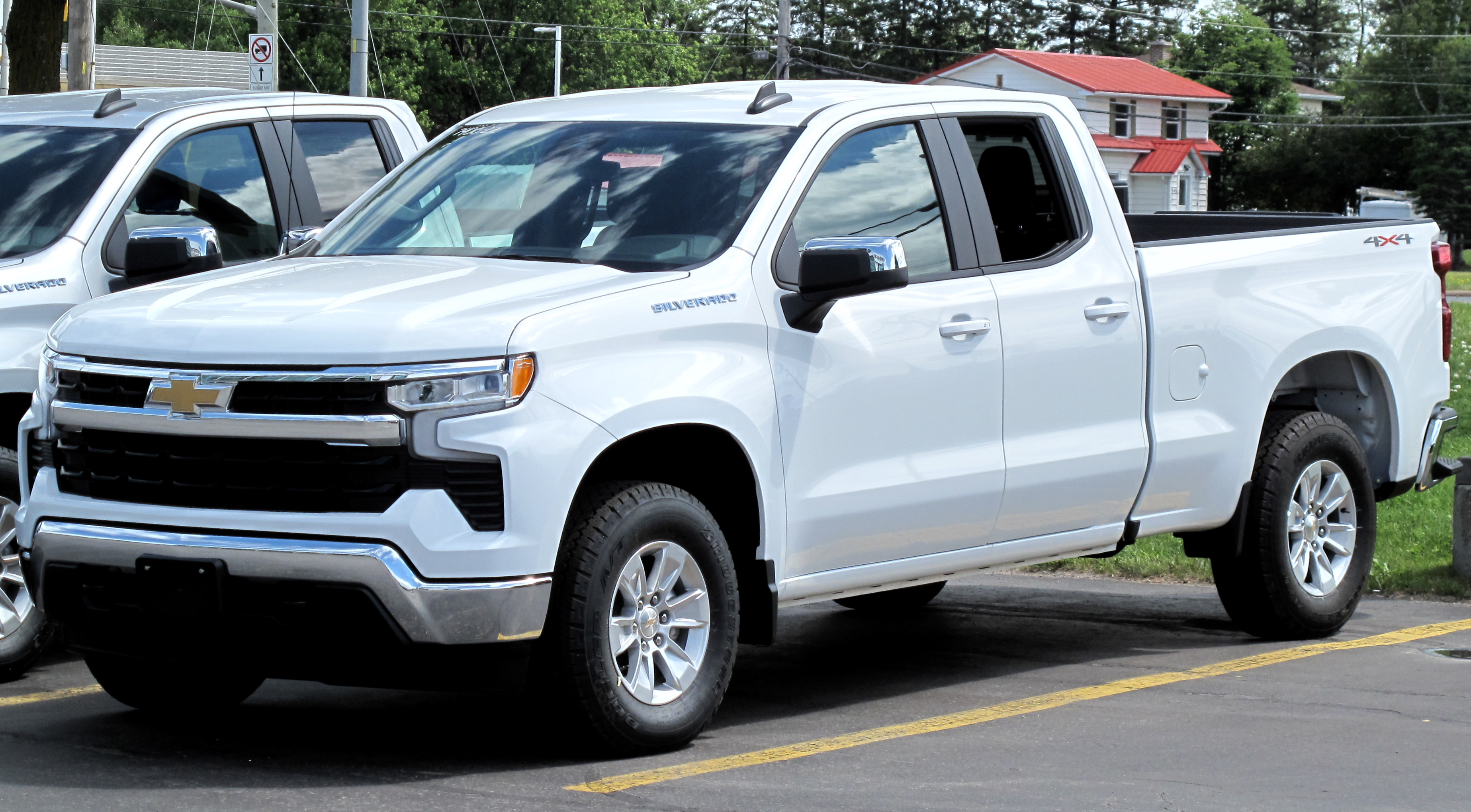
Chevy Silverado 1500 (з 2022)

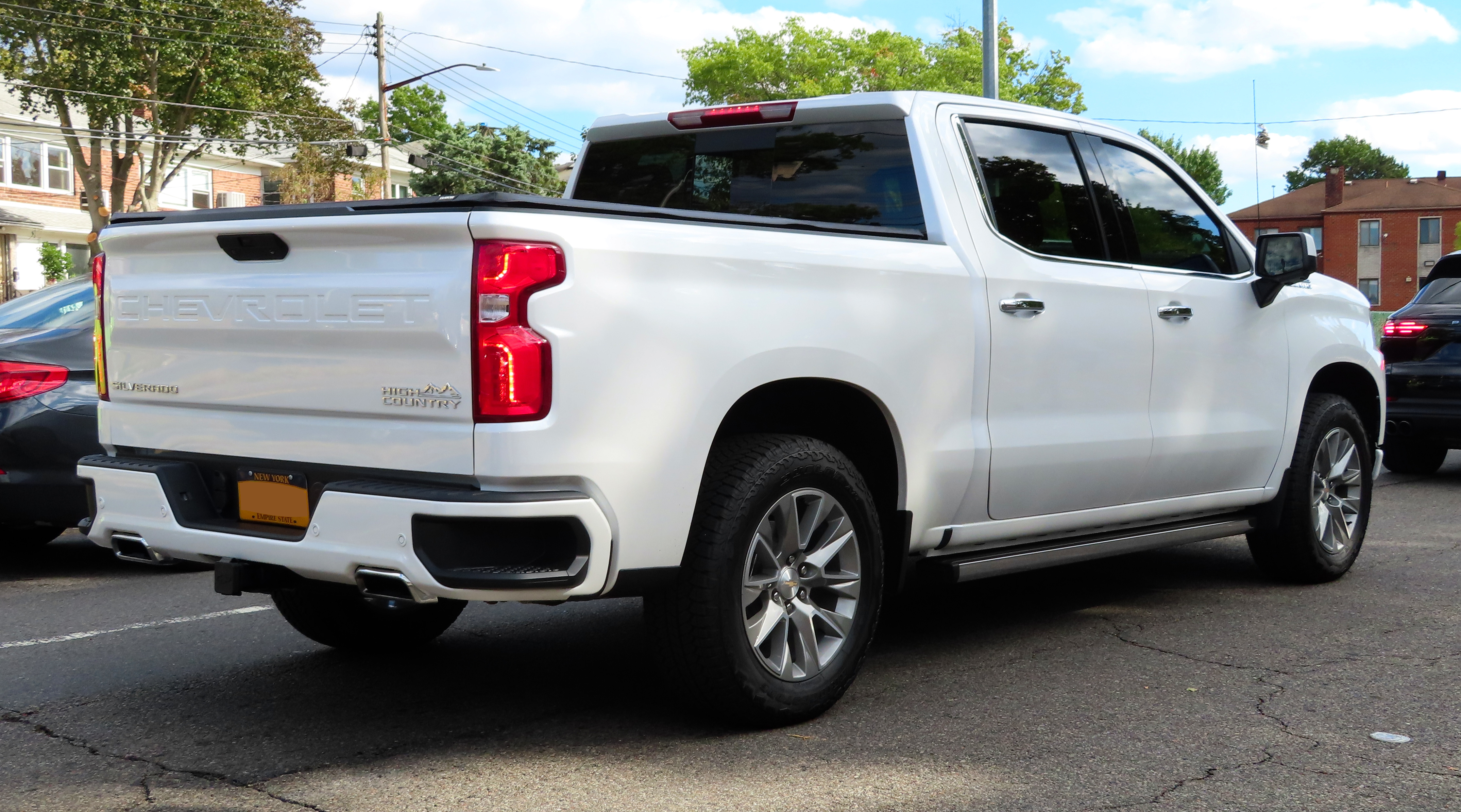
Chevy Silverado 1500 (з 2018)

15 січня 2018 року на Північноамериканському міжнародному автосалоні в Детройті представлене четверте покоління Chevrolet Silverado. Продажі пікапа почнуться восени 2018 року.
Автомобіль збудовано на новій платформі Т1XX. Довжина кузова додала 41 мм (до 5263 мм в базовому виконанні), а колісна база — 100 мм (до 3123 мм). Збільшилася і ширина вантажного відсіку — з 1295 мм до 1473 мм. Після цього об'єм базового боксу за кабіною досяг 1784 л замість колишніх 1512 л. Розробники заявляють про зниження спорядженої маси — до 204 кг в залежності від версії. Свій внесок внесла рама, яка на 80 % зроблена з високоміцних сталей (плюс 10 % до жорсткості на кручення) і яка важить на 40 кг менше, ніж раніше. Стільки ж заощадили на капоті, дверях і задньому борту, які відтепер алюмінієві.
Схематично підвіска не змінилася, але в передній двохважільній підвісці тепер застосовуються верхні ковані алюмінієві важелі замість штампованих, а задній нерозрізний міст з ресорами у версії LT доповнений композитними листами замість сталевих (мінус по п'ять кілограмів з кожного боку). Бензинові двигуни V8 5.3 і V8 6.2 ті ж, що і у попередника. Однак обидва агрегати оснащені системою Dynamic Fuel Management, яка дозволяє відключати від одного до семи циліндрів при невеликому рівномірному навантаженні. Також в гаммі буде рядний шестициліндровий турбодизель Duramax 3.0. З ним і «вісімкою» 6.2 буде працювати десятиступенева АКПП.
Chevrolet оновив Silverado для 2020 модельного року. Автовиробник додав в лінійку двигунів турбований дизель, зробив доступним для версій Trail Boss і RST 6.2-літровий V8, дав можливість агрегатувати десятиступінчасту автоматичну коробку з V8 двигуном. Покупцям запропоновано декілька пакетів покращень, а також опціональний адаптивний круїз-контроль.
У 2021 модельному році Chevrolet додав Silverado нову опцію — мультифункціональні задні двері MultiFlex.

### Chevrolet Silverado EV
У січні 2022 року був представлений акумуляторний електричний варіант EV. Він має максимальну потужність до 673 к.с) і забезпечує запас ходу до 400 миль. Серійне виробництво заплановано на початок 2023 року.

### Chevrolet Silverado 4500HD/5500HD/6500HD і International CV

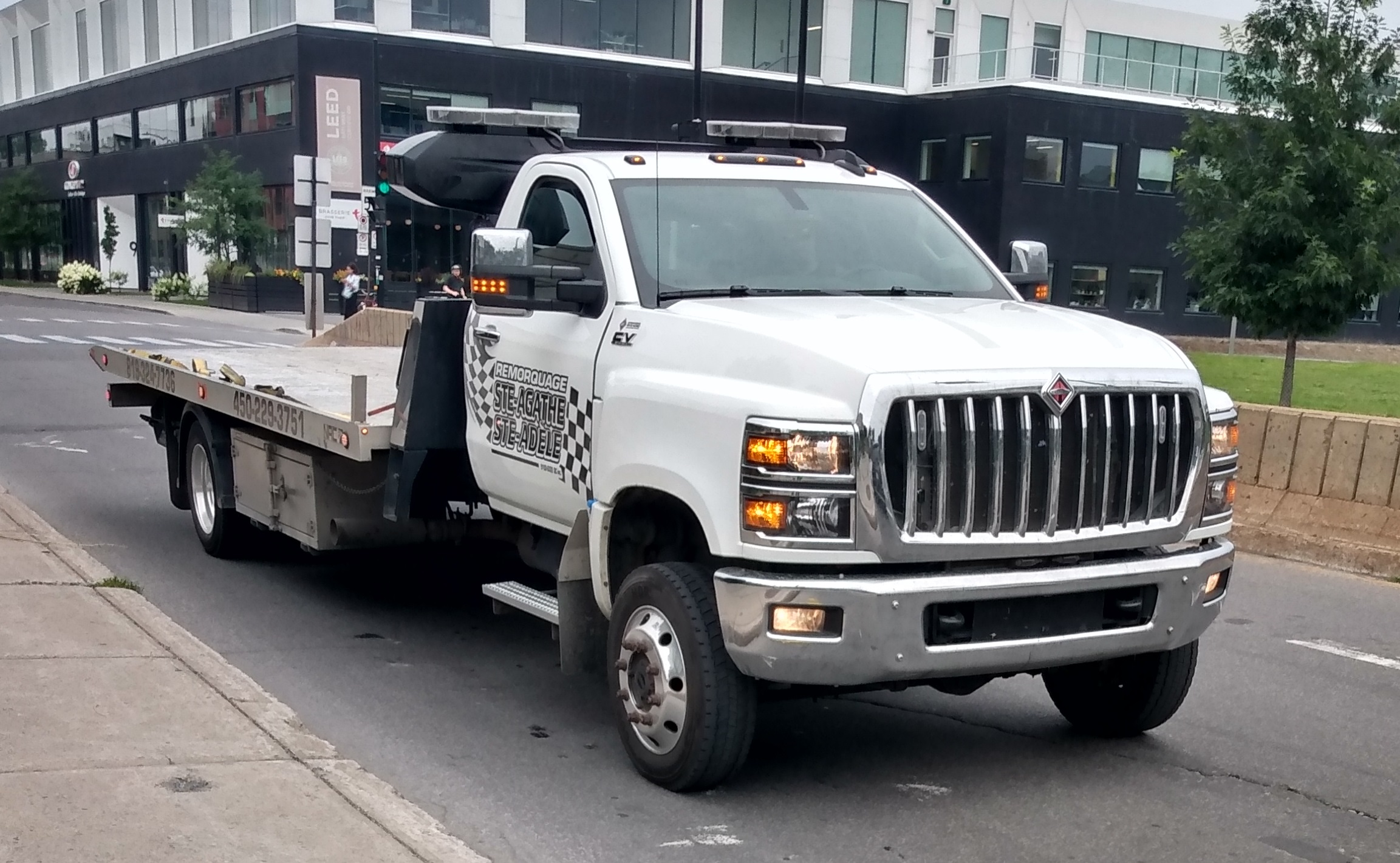
International CV

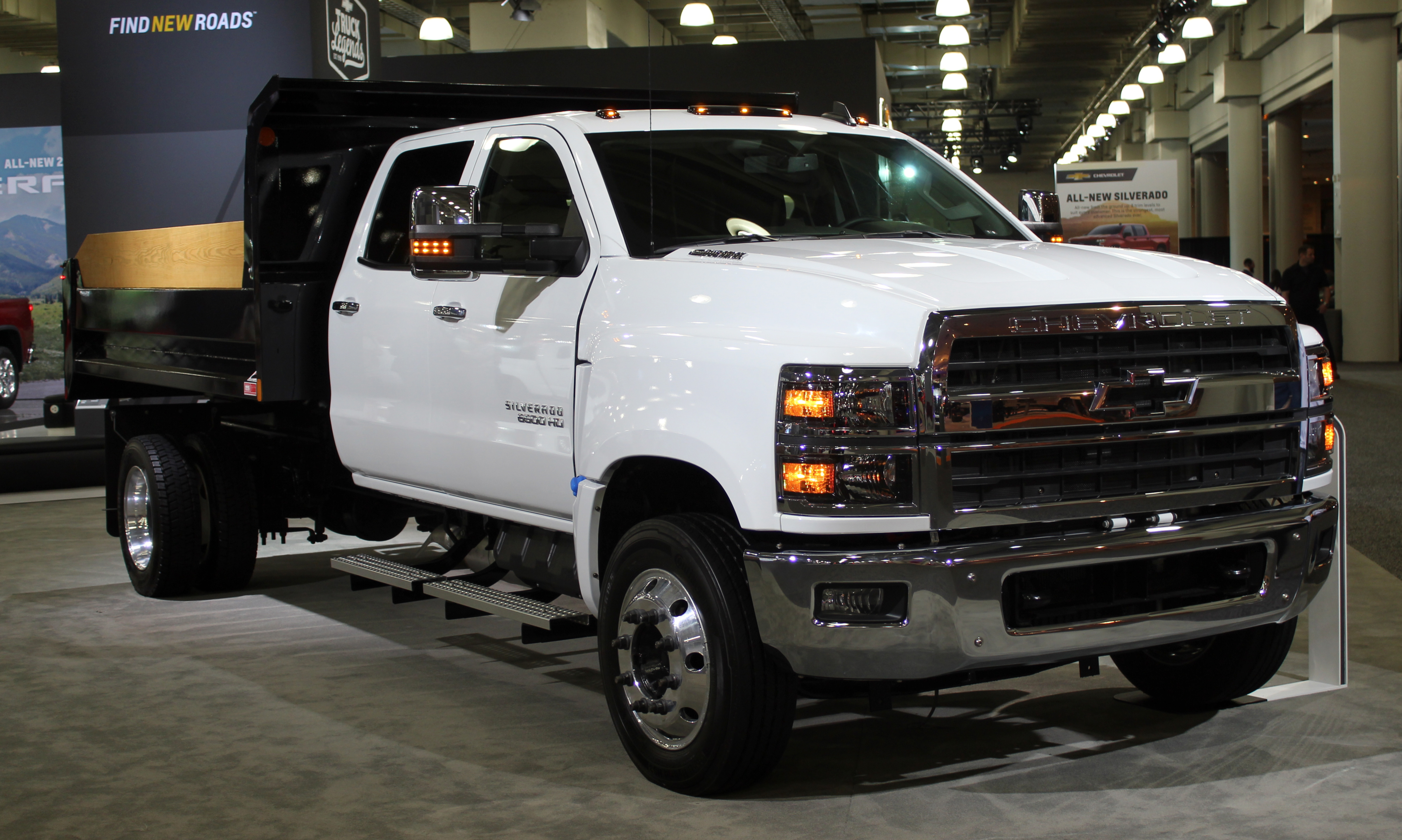
Chevrolet Silverado 6500HD Medium Duty

На автошоу NTEA Work Truck Show в квітні 2018 року в Індіанаполісі General Motors показав нові середньотонажні вантажівки Chevrolet Siverado 4500HD, 5500HD і 6500HD, розроблені спільно з Navistar International. Новинки від Chevrolet є прямими конкурентами Ford F-450/F-550/F-650 а також Ram 4500/5500 Tradesman. Автомобіль також продається як International CV.
Незважаючи на те, що основними покупцями серії HD будуть різні логістичні оператори, модель розроблена для максимально простого використання і приватними клієнтами. Серед обладнання є інтернет 4G LTE, Apple CarPlay, Android Auto, а також бездротова зарядка для телефону.
Під капотом розмістився 6.6-літровий дизельний двигун Duramax потужністю 350 к.с. і крутним моментом 950 Нм. Двигун працює в парі з автоматичною коробкою передач Allison. Привід — задній або повний. На вибір також запропонують короткі і дворядні кабіни.

### Двигуни
1500
- 2.7 л L3B Turbo І4 310 к.с. 473/569 Нм
- 4.3 л LV3 EcoTec3 V6 285 к.с. 414 Нм
- 5.3 л L82 EcoTec3 V8 355 к.с. 519 Нм
- 5.3 л L84 EcoTec3 V8 355 к.с. 519 Нм
- 6.2 л L87 EcoTec3 V8 420 к.с. 624 Нм
- 3.0 л LM2 Duramax Diesel I6 281 к.с. 624 Нм (2020-2022)
- 3.0 л LZ0 Duramax Diesel I6 309 к.с. 671 Нм (з 2023)

2500HD/3500HD
- 6.6 л L8T V8 406 к.с. 629 Нм
- 6.6 л L5P Duramax Diesel V8 451 к.с. 1234 Нм (2020-2023)
- 6.6 л L5P Duramax Diesel V8 477 к.с. 1322 Нм (з 2024)

4500HD/5500HD/6500HD/International CV
- 6.6 л L5P Duramax Diesel 350 к.с. 950 Нм

## Нагороди
- 1999 — Пікап року за версією журналу Motor Trend
- 2001 — Пікап року за версією журналу Motor Trend (Heavy Duty)
- 2001 — Найкращий пікап за версією журналу Car and Driver
- 2002 — Найкращий пікап за версією журналу Car and Driver
- 2003 — Найкращий пікап за версією журналу Car and Driver
- 2007 — Північноамериканський автомобіль і вантажівка року
- 2007 — Пікап року
- 2007 — Пікап року за версією журналу Truckin'
- 2011 — Пікап року за версією журналу Motor Trend (Heavy Duty)
- 2014 — Північноамериканський автомобіль і вантажівка року

## Продажі в США
| Рік  | Silverado | GMC Sierra | Всього  |
| ---- | --------- | ---------- | ------- |
| 1998 | 538,254   | 160,555    | 698,809 |
| 1999 | 636,150   | 208,693    | 844,843 |
| 2000 | 642,119   | 188,907    | 831,026 |
| 2001 | 716,051   | 210,154    | 926,205 |
| 2002 | 652,646   | 202,045    | 854,691 |
| 2003 | 684,302   | 196,689    | 880,991 |
| 2004 | 680,768   | 213,756    | 894,524 |
| 2005 | 705,982   | 229,488    | 935,468 |
| 2006 | 636,069   | 210,736    | 846,805 |
| 2007 | 618,259   | 208,243    | 826,500 |
| 2008 | 465,065   | 168,544    | 633,609 |
| 2009 | 316,554   | 111,842    | 428,396 |
| 2010 | 370,135   | 129,794    | 499,929 |
| 2011 | 415,130   | 149,170    | 564,300 |
| 2012 | 418,312   | 157,185    | 575,497 |
| 2013 | 480,414   | 184,389    | 664,803 |
| 2014 | 529,755   | 211,833    | 741,588 |
| 2015 | 600,544   | 224,139    | 824,683 |
| 2016 | 574,876   | 221,680    | 796,556 |